# Loddin

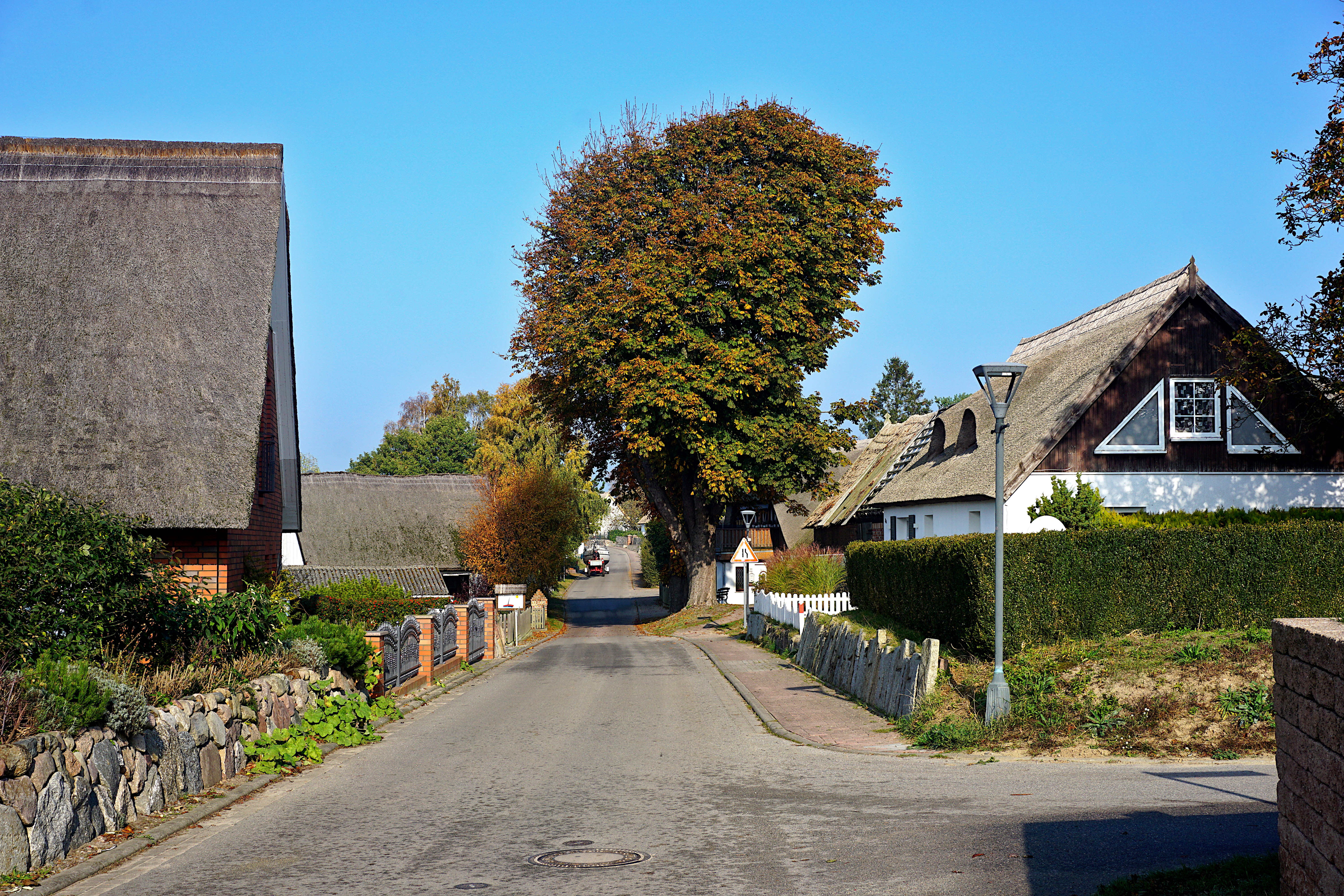
Dorfpartie in Loddin

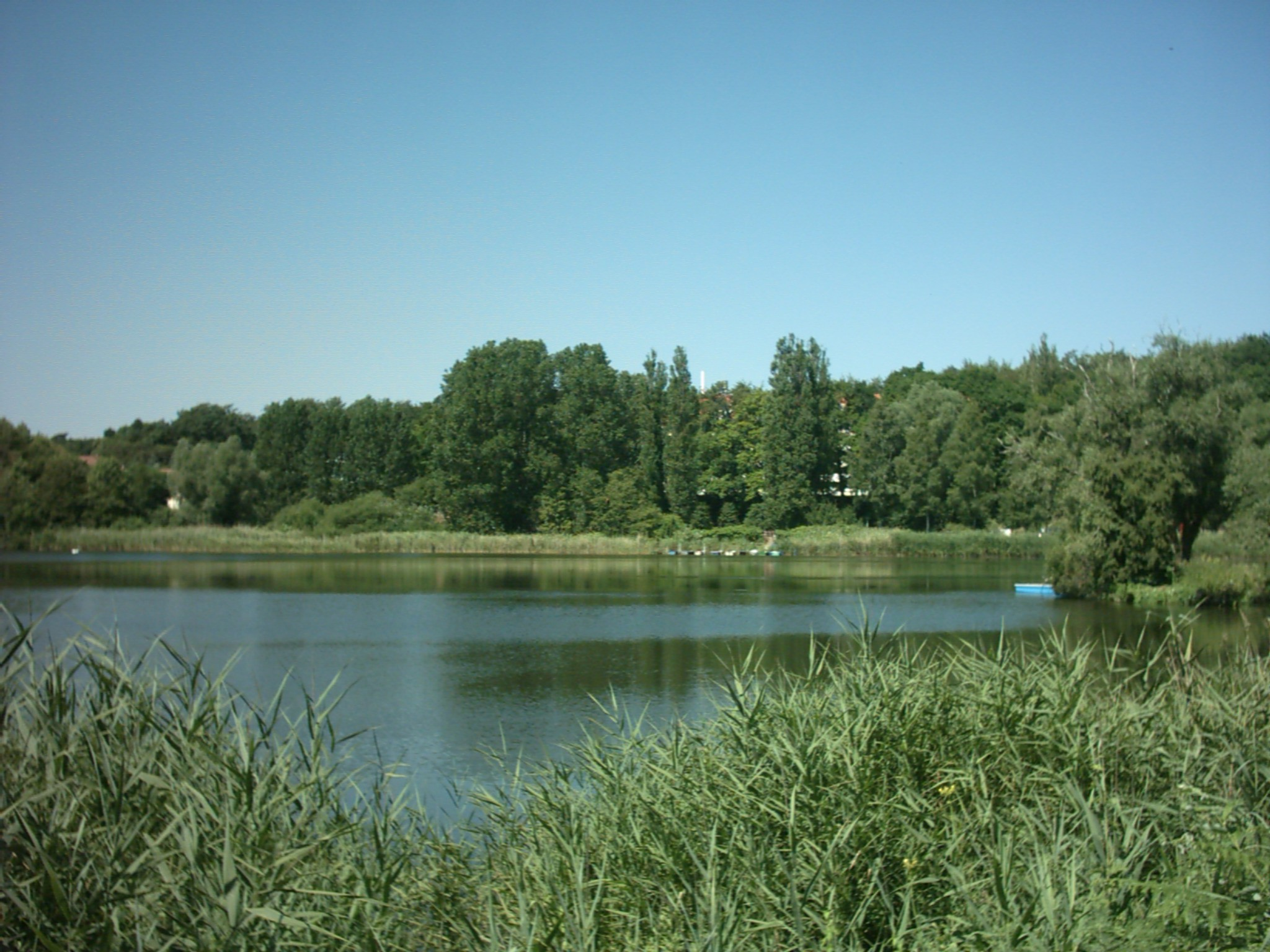
Der Kölpinsee in der Gemeinde Loddin

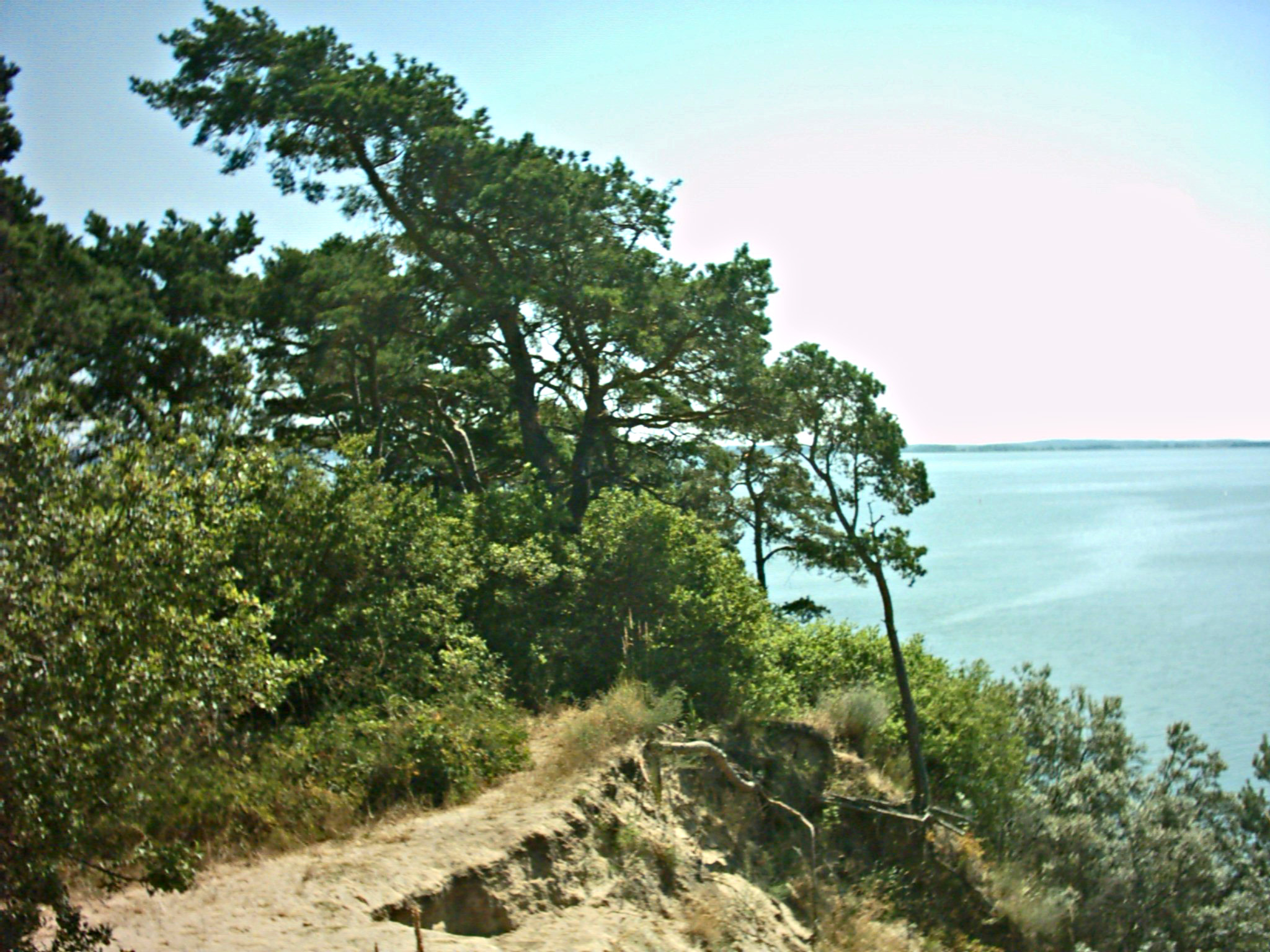
Loddiner Höft (16 m) über dem Achterwasser

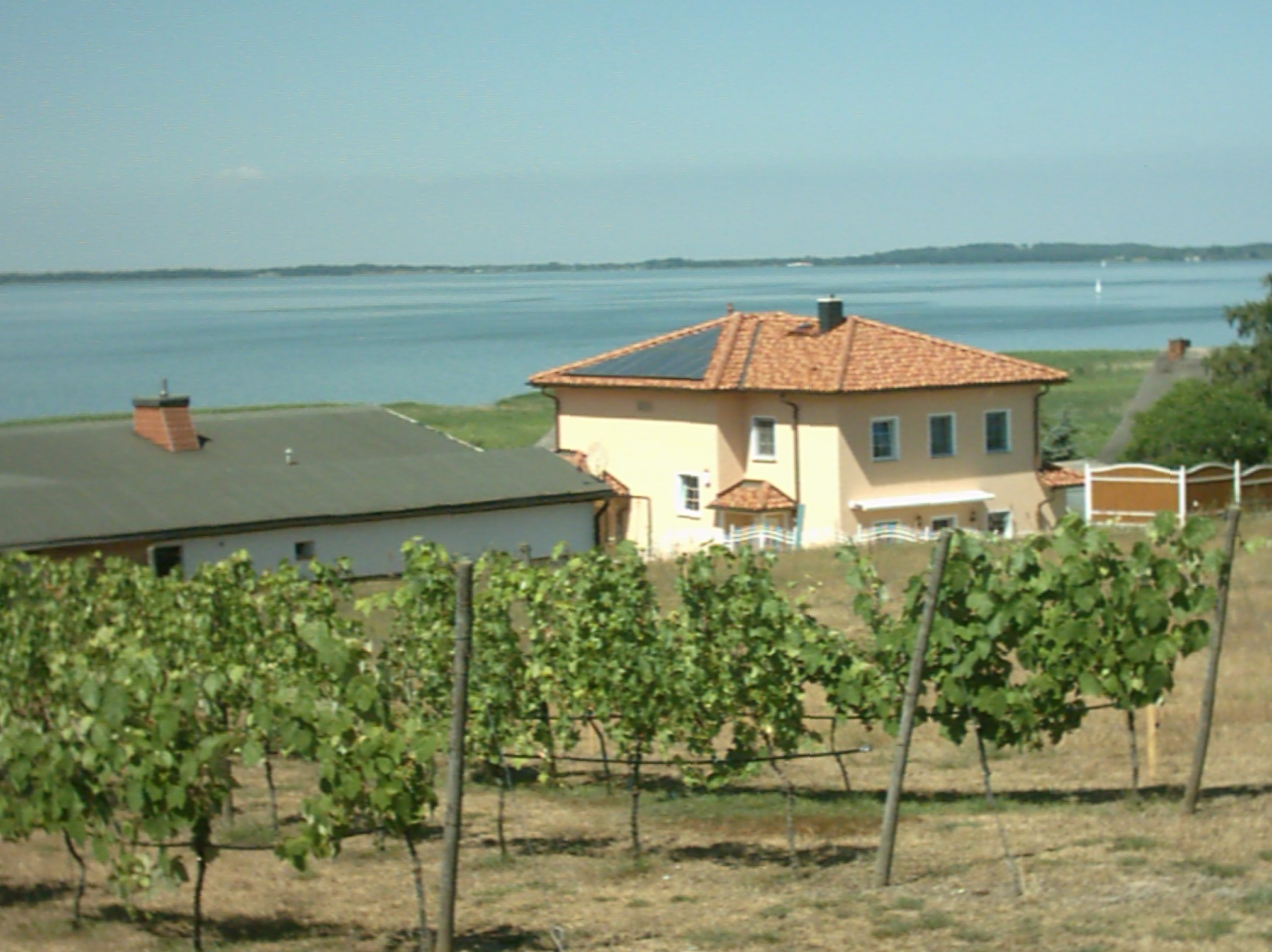
Deutschlands (fast) nördlichster Weinberg in Loddin

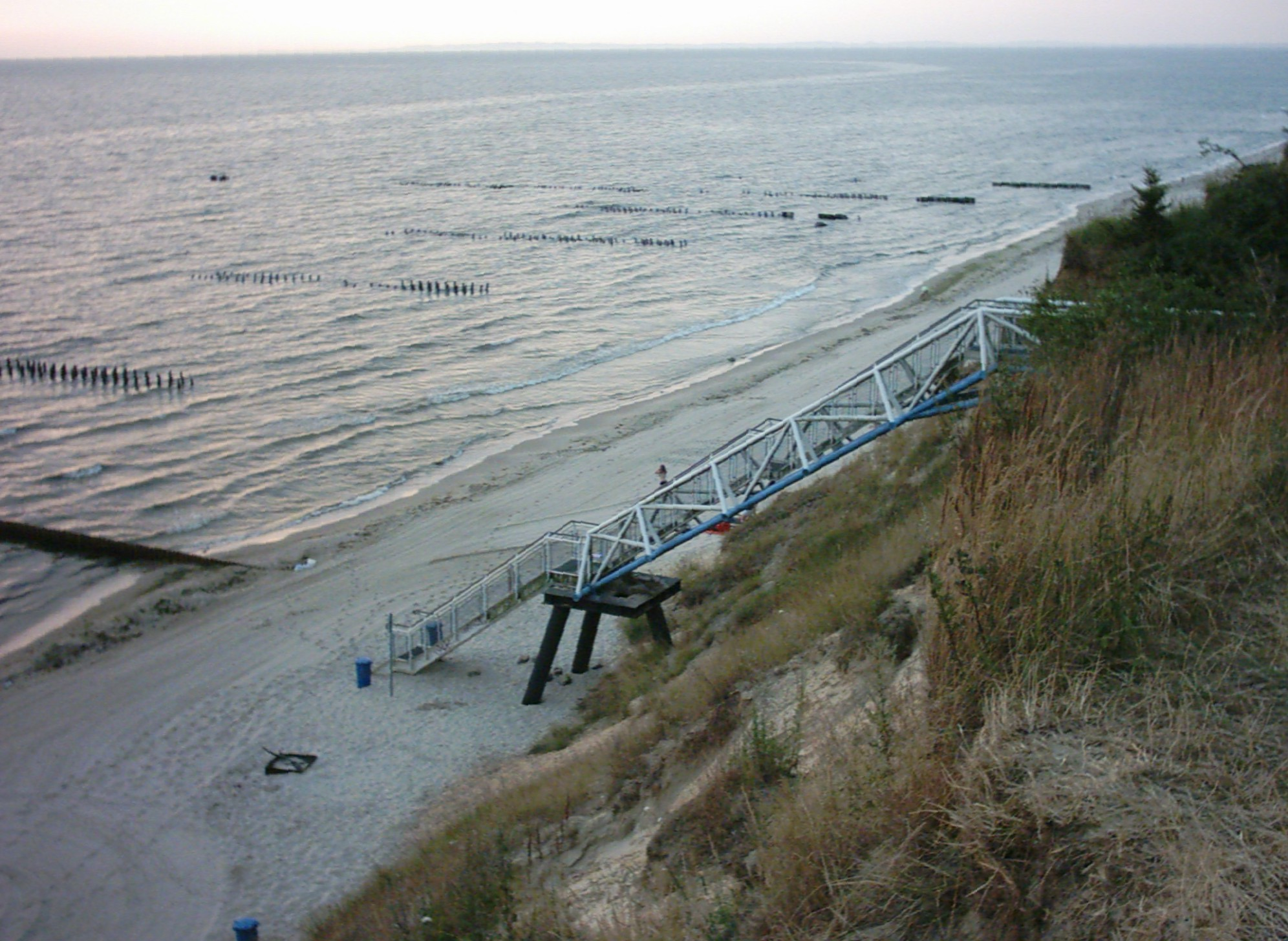
Strandzugang in Stubbenfelde

Seebad Loddin ist eine Gemeinde auf der Insel Usedom, direkt an der Ostseeküste und dem Achterwasser, einer großen Ausbuchtung des Peenestroms. Die Gemeinde wird vom Amt Usedom-Süd mit Sitz in der Stadt Usedom verwaltet. Bis 2005 war die Gemeinde Teil des Amtes Usedom-Mitte.

## Geografie
Loddin liegt auf der Landenge zwischen Nord- und Südusedom, inmitten einer landschaftlich reizvollen Region zwischen Ostsee, Kölpinsee und Achterwasser. Die Nachbargemeinden sind Ückeritz im Südosten und Koserow im Nordwesten. Etwa 13 Kilometer südöstlich der Gemeinde liegt das Seebad Heringsdorf und acht Kilometer nordwestlich das Seebad Zinnowitz.

## Gemeindestruktur
| Ortsteile - Kölpinsee - Loddin - Stubbenfelde | Wüstungen und Wohnplätze - Culpin (Wüstung) |

## Geschichte

### Gemeinde
Nach der Verwaltungsreform 1815 kam Loddin zur preußischen Provinz Pommern und gehörte von 1818 bis 1945 zum Landkreis Usedom-Wollin. Von 1945 bis 1952 bildete die Gemeinde, mit dem nach dem Zweiten Weltkrieg bei Deutschland verbliebenen Teil des Landkreises Usedom-Wollin, den Landkreis Usedom im Land Mecklenburg. Dieser ging im Jahr 1952 im Kreis Wolgast im Bezirk Rostock auf.
Die Gemeinde gehört seit dem Jahr 1990 zum Land Mecklenburg-Vorpommern, von 1994 bis zum 3. September 2011 gehörte sie zum Landkreis Ostvorpommern, der danach im Landkreis Vorpommern-Greifswald aufging.

### Loddin
Die Gegend von Loddin war schon früh besiedelt. Beim Bau eines Gewerbegebietes wurde ein bronzezeitliches (1800 bis 600 vdZ) Siedlungsgebiet aufgedeckt.
Loddin wurde im Jahr 1270 erstmals urkundlich als „Lodino“ erwähnt. Der Name leitet sich ab von der slawischen Bezeichnung für Lachs und bedeutet so viel wie „Dorf an der Lachsbucht“.
In einer Urkunde vom 15. März dieses Jahres tauschte der Bischof von Cammin, in dessen Besitz sich Loddin befand, auf Verlangen von Herzog Barnim I. von Pommern-Stettin dieses Dorf gemeinsam mit fünf anderen Gemeinden auf Usedom (Ückeritz, Balm am Balmer See, Mellenthin, Suckow und Krienke) gegen Damerow in Hinterpommern (bei Naugard), das dem Prämonstratenser-Kloster Grobe bei der Stadt Usedom gehört hatte. 1309 zog dieses nach Pudagla um.
Loddin hatte die Struktur eines Straßendorfes und in der Funktion war es ein Fischer- und Bauerndorf. Dann entwickelte sich der Ort langsam zu einem Ferien- und Erholungsdorf.
Am 1. Juni 1911 erhielt Loddin den touristisch wichtigen Eisenbahnanschluss mit Haltepunkten in Kölpinsee und (seit 1998) Stubbenfelde.
In den 1920/30er Jahren war der kleine Badeort ein Treff von UFA-Filmstars wie Willy Fritsch, Lilian Harvey, Grethe Weiser, Anny Ondra und Hans Söhnker im 1897 eröffneten Hotel Seerose.
Nach 1990 weitete sich die Ortschaft wesentlich aus und ist heute schon mit dem Ort Kölpinsee in der Bebauung verbunden. Es sind vor allen Dingen Feriendomizile und im Kernort Hotels, Gaststätten und andere Ferienanlagen. Es gibt nur einen kleinen Bootshafen, denn das Flachwasser vor Loddin und die Küstenverschilfung verhindern einen Ausbau einer Marina.

### Kölpinsee
Kölpinsee wurde 1421 als „Culpin“ erwähnt. Der Name bedeutet „Schwan“. Mit dem Namen Kölpinsee wurde der Ort im Messtischblatt von 1880 und 1906 im Ortsverzeichnis genannt.

### Stubbenfelde
Im Jahr 1825 bekam der Bauer Johann Laban aus Ückeritz vom Forstamt Pudagla ein abgeholztes Waldstück als Abfindung und nannte dieses sein „Stubbenfeld“.
1854 wurde Stubbenfelde als „Stubbenfeld“ erstmals offiziell genannt.
Culpin (Wüstung)
Culpin wurde 1421 erstmals urkundlich als solches genannt. 1618 wurde es als „Calpin“ in der Lubinschen Karte erwähnt. Es soll am Kölpinsee gelegen haben und ist im Dreißigjährigen Krieg total niedergebrannt worden. Der slawische Gründungsname wird mit „Schwan“ und in Verbindung mit dem See als „Schwanenteich“ gedeutet. Der Ort gehörte dem Kloster Pudagla.
Die Wüstung wird heute mit dem Ortsteil Kölpinsee gleichgesetzt. → siehe dort

## Politik

### Flagge
Die Gemeinde verfügt über keine amtlich genehmigte Flagge.

### Dienstsiegel
Das Dienstsiegel zeigt das Gemeindewappen mit der Umschrift „GEMEINDE SEEBAD LODDIN * LANDKREIS VORPOMMERN-GREIFSWALD“.

## Sehenswürdigkeiten
→ Siehe: Liste der Baudenkmale in Loddin
- Der Kölpinsee nördlich des Kernorts an der Ostsee
- Historisches Fischerdorf mit reetgedeckten Katen
- Bis zu 40 Meter hohe Steilküste am Ostseestrand mit dem Aussichtspunkt Teufelsberg im Ortsteil Stubbenfelde. Vom Teufelsberg führt eine Treppe hinab zum Strand
- Hochuferwanderweg über der Steilküste des Achterwassers südlich des Kernortes Loddin. Loddiner Höft heißt der 16 Meter hohe Hügel an der Spitze der Landzunge, von dessen Aussichtspunkt man einen weiten Rundblick über das Achterwasser bis zu den Halbinseln Lieper Winkel und Gnitz genießt
- Im Nordteil des Ortsteils Loddin befinden sich mit der Hans-Dietrich-Genscher-Straße und der Dr.-Helmut-Kohl-Straße zwei Straßen, die entgegen einer weithin beachteten Norm nach bei der Benennung noch lebenden Politikern benannt sind.

## Verkehrsanbindung
Die Ortsteile Kölpinsee und Stubbenfelde liegen direkt an der Bundesstraße 111. Durch die Gemeinde führt der Radfernwanderweg Berlin–Usedom.
Die Haltepunkte Kölpinsee und Stubbenfelde liegen an der Bahnstrecke Ducherow–Heringsdorf–Wolgaster Fähre, die von der DB Regio Nordost befahren wird.
Der nächstgelegene Regionalflughafen liegt südlich von Heringsdorf und ist 26 Kilometer von Loddin entfernt. Schiffe der Adler-Linie legen sechs Kilometer entfernt an der Seebrücke von Koserow an und fahren nach Fahrplan mehrmals täglich zu den „Kaiserbädern“ Bansin, Heringsdorf und Ahlbeck sowie nach Swinemünde.